# George-Étienne Cartier
George-Étienne Cartier (Saint-Antoine-sur-Richelieu, 6 de septiembre de 1814 - Londres, 20 de mayo de 1873) fue un político canadiense, considerado como uno de los padres de la Confederación Canadiense. Ocupó el cargo de primer ministro de las Provincias Unidas de Canadá representando al este de Canadá entre 1857 y 1862.